# حملة خليل باشا
حملة خليل باشا هي حملة عسكرية أمر بها محمد علي باشا لاخضاع المخلاف السليماني تحت إمرة الدولة العثمانية، وأمر على الحملة خليل باشا. انتهت الحملة باخضاع المخلاف السليماني للدولة العثمانية وذلك عام 1234 هـ الموافق 1819م.

## سبب الحملة
بعد نجاح قوات محمد علي باشا في الاستيلاء على الدرعية في سنة 1233 هـ الموافق 1818م٬ وإسقاط الدولة السعودية الأولى أمر محمد علي بتسيير حملة عسكرية من قواته في الحجاز إلى المخلاف السليماني للاستيلاء عليه بسبب انتصار الشريف حمود أبو مسمار على قواته في معركة الملاحة في عسير٬ وكانت هذه الحملة بقيادة خليل باشا.

## الحملة
عندما تواردت أنباء الحملة إلى الشريف أحمد بن حمود الذي خلف والده في إمارة المخلاف٬ حاول التنسيق مع أمراء عسير على الكيفية التي يمكن بها التصدي لهذه الحملة٬ وأرسل إليهم وزيره الحسن بن خالد الحازمي في سبيل ذلك. أما خليل باشا فقد واصل زحفه حتى وصل المخلاف في ربيع الأول عام 1234 هـ الموافق 1819م، وسقطت في يده مدن المخلاف الشمالية وقراه٬ واتخذ من ضمد مركزًا لمهاجمة أبي عريش عاصمة الأشراف آل خيرات. ومن ضمد ارسل الشريف أحمد بن حمود٬ وأفهمه بأن الهدف من حملته هذه هو الاستيلاء على المخلاف٬ مع إبقائه على إمارته٬ وطلب منه تسليم البلاد من دون قتال، والخروج إلى مقابلته في ضمد٬ فوافق الشريف أحمد على ذلك بعد أن منحه خليل باشا الأمان٬ ثم تقدم خليل باشا إلى أبو عريش واستولى عليها٬ وأرسل عماله إلى بقية بلدان المخلاف.

## النتيجة
بهذا بسط خليل باشا سيطرته على المخلاف السليماني دون أدنى مقاومة٬ ليدخل المخلاف في طاعة محمد علي باشا. بمجرد أن تمكن خليل باشا من السيطرة على المخلاف قبض على الشريف أحمد بن حمود وقام بترحيله إلى مصر٬ بناء على أوامر وصلته من محمد علي باشا٬ وظل الشريف أحمد في مصر أسيرًا حتى توفي في سنة 1235 هـ الموافق 1820م. كما أمر محمد علي باشا خليل باشا بتسليم المخلاف السليماني إلى الشريف علي بن حيدر٬ والعودة إلى الحجاز.